# Парламентские выборы в Италии (2008)
Парламентские выборы в Италии 2008 года прошли досрочно 13 — 14 апреля, на три года раньше положенного срока, и принесли победу правоцентристской оппозиции.

## Ход выборов
6 февраля 2008 президент Джорджо Наполитано объявил о роспуске парламента. Роспуск парламента стал следствием начавшегося 24 января политического кризиса, когда Сенат национального парламента не выразил доверия кабинету Романо Проди и тот подал в отставку.
После отказа председателя Сената Франко Марини от предложения президента Джорджо Наполитано сформировать правительство для проведения избирательной реформы, роспуск парламента и проведение досрочных выборов стал единственным возможным решением в сложившейся ситуации.
Правая оппозиция страны во главе с Берлускони настаивала на роспуске парламента и немедленном проведении досрочных парламентских выборов.
Главное противостояние происходило между лидером правоцентристской коалиции «Народ свободы» предпринимателем-миллиардером, экс-премьером Сильвио Берлускони и главой новой левоцентристской Демократической партии Вальтером Вельтрони, бывшим до этого мэром итальянской столицы.
Одной из главных тем во время выборов стала продажа убыточной авиакомпании Alitalia, которая принадлежала государству. В ходе предвыборной кампании Берлускони критиковал альянс Air France — KLM за попытку поглощения итальянского авиаперевозчика и говорил, что предпочел бы видеть в роли покупателя отечественную компанию.

## Результаты
Результаты выборов в нижнюю палату (Италия без округа Валле д’Аоста).
| Кандидат               | Партия/Блок                   | Голоса     | %     | Места |
| Вальтер Вельтрони      |                               |            |       |       |
|                        | Демократическая партия        | 12 095 306 | 33,18 | 211   |
|                        | Италия ценностей              | 1 594 024  | 4,37  | 28    |
|                        | Всего коалиция                | 13 689 330 | 37,55 | 239   |
| Сильвио Берлускони     |                               |            |       |       |
|                        | Народ свободы                 | 13 629 464 | 37,38 | 272   |
|                        | Лига Севера                   | 3 024 543  | 8,30  | 60    |
|                        | Движение за автономию         | 410 499    | 1,13  | 8     |
|                        | Всего коалиция                | 17 064 506 | 46,81 | 340   |
| Пьер Фердинандо Касини |                               |            |       |       |
|                        | Союз центра                   | 2 050 229  | 5,62  | 36    |
| Фаусто Бертинотти      |                               |            |       |       |
|                        | Левые — Радуга                | 1 124 298  | 3,08  | 0     |
| Зигфрид Брюггер        |                               |            |       |       |
|                        | Народная партия Южного Тироля | 147 718    | 0,41  | 2     |

На выборы в одномандатном округе Валле д’Аоста победу одержал Никко Роберто Роландо набрав 29 314 голосов (39,12 %) избирателей.
Результаты выборов 12 депутатов нижней палаты, представляющих итальянцев за рубежом.
| Партия/Блок                                  | Голоса  | %     | Места |
| Демократическая партия                       | 338 954 | 32,48 | 6     |
| Народ свободы                                | 322 437 | 30,90 | 4     |
| Ассоциативное движение итальянцев за рубежом | 86 970  | 8,33  | 1     |
| Италия ценностей                             | 42 149  | 4,04  | 1     |

Результаты выборов в сенат (Италия без округа Валле д’Аоста и Трентино-Альто-Адиже).
| Кандидат               | Партия/Блок            | Голоса     | %     | Места |
| Вальтер Вельтрони      |                        |            |       |       |
|                        | Демократическая партия | 11 042 452 | 33,69 | 116   |
|                        | Италия ценностей       | 1 414 730  | 4,32  | 14    |
|                        | Всего коалиция         | 12 457 182 | 38,01 | 130   |
| Сильвио Берлускони     |                        |            |       |       |
|                        | Народ свободы          | 12.511.258 | 38,17 | 141   |
|                        | Лига Севера            | 3 024 543  | 8,06  | 25    |
|                        | Движение за автономию  | 355 361    | 1,08  | 2     |
|                        | Всего коалиция         | 15 508 899 | 47,32 | 168   |
| Пьер Фердинандо Касини |                        |            |       |       |
|                        | Союз центра            | 1 866 356  | 5,69  | 3     |
| Фаусто Бертинотти      |                        |            |       |       |
|                        | Левые — Радуга         | 1 053 228  | 3,21  | 0     |

В одномандатных округах в провинции Трентино-Альто-Адиже были избраны 3 кандидата представляющие Народ свободы и 4 кандидата от Народной партии Южного Тироля. От округа Валле д’Аоста был избран Антонио Фоссон, набравший 29 191 голосов (41,39 %) избирателей.
Результаты выборов 6 депутатов сената, представляющих итальянцев за рубежом.
| Партия/Блок                                  | Голоса  | %     | Места |
| Народ свободы                                | 322 698 | 33,86 | 3     |
| Демократическая партия                       | 314 703 | 33,02 | 2     |
| Ассоциативное движение итальянцев за рубежом | 72 511  | 7,61  | 1     |

В результате выборов впервые за послевоенную историю Италии не было представлено партии, которая называет себя коммунистической. После выборов лидер блока «Левые-Радуга» Фаусто Бертинотти, который является председателем Партии коммунистического возрождения, ушел со своего поста.
Выборы принесли победу оппозиционной коалиции, возглавляемой Сильвио Берлускони.
Парламентские группы после парламентских выборов 2008 года:
| Партия/Блок            | Палата депутатов | Сенат     |
| Народ свободы          | 275 мест         | 146 мест  |
| Демократическая партия | 217 мест         | 119 мест  |
| Лига Севера            | 60 мест          | 26 мест   |
| Италия ценностей       | 29 мест          | 14 мест   |
| Союз центра            | 35 мест          | 11 мест   |
| Смешанная группа       | 14 мест          | 6 мест    |
| Всего                  | 630 мест         | 322 места |